# حادثة مسجد كوهرشاد

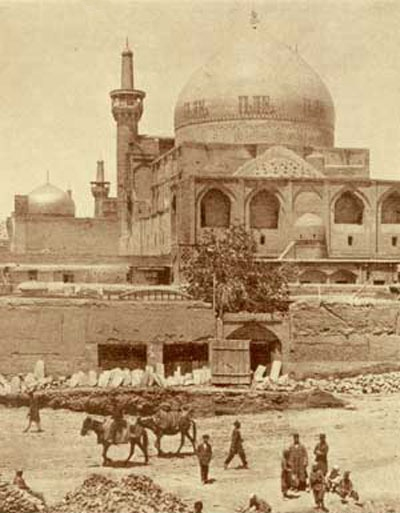
صورة قديمية لمسجد كوهرشاد.

حادثة مسجد كوهرشاد (بالفارسیة: واقعه مسجد گوهرشاد) وقعت سنة  1935م حين أصدر شاه إيران، رضا بهلوي، الأوامر الصارمة لتطبيق قانون خلع حجاب النساء وحمل الرجال على ارتداء الزي الغربي ومن ضمنه القبعة. قد أثار هذا القرار غضب العلماء والشعب الإيراني بشدة، فتجمعوا في مسجد كوهرشاد احتجاجا علی ذلك. حاصرت القوات الحكومية المسجد واطلقت النار على المعتصمين، حتی سقط ألف شخص بين قتيل وجريح. ومن ثم أعتقل أغلب علماء الذين قد حرّضوا الناس على هذا الاحتجاج.

## الخلفية
بعد أن تقلد رضا خان الحكم في إيران أنشأ لأول مرة سياسة الدولة العلمانية، وكان متأثراً جداً بسياسات مصطفى كمال أتاتورك الذي بنى جمهورية تركيا الحديثة. فخلال زيارته إلى تركيا، أدرك بأنه قادر على تحطيم النظام السائد. فاتخذ في هذا المجال عدة خطوات رئيسية منها تغيير هوية الشعب الإيراني الدينية واستبدال الزي الإسلامي بالزي الغربي، حيث ألزم الرجال بتغيير أزيائهم المحلية ولبس الزي الغربي ووضع القبعات، ومنع النساء من ارتداء الحجاب.
في 31 ديسمبر 1928 صادق البرلمان على قانون يفرض على الرجال تغيير أزيائهم المحلية واستبدالها بالزي الغربي.

## الأحداث

### الاحتجاجات
واجه هذا القانون احتجاجات واسعة من قبل رجال الدين والشعب، وقد تأججت الأوضاع بشدة. بعث العلماء آية الله آقا حسين القمي إلى العاصمة طهران حاملاً عنهم رسالة احتجاج إلى رضا شاه. لكن الشاه ألقى القبض عليه ونفاه من طهران، ثم أصدر حكماً هدد فيه العلماء.
فقد أثار هذا الأمر حفيظة العلماء فاجتمعوا معترضين في مسجد كوهرشاد احتجاجاً على قرارات البهلوي، وقد تفاعل الناس معهم وشاركوا مشاركة فعالة جدا بحيث امتلأ المسجد. ثم قاموا بهتف شعارات مناهضة للشاه وحكومته وذلك في يوم الجمعة الموافق 21 يوليو عام 1935.

### القمع
حاصرت القوات الحكومية أطراف الحضرة الرضوية ومسجد كوهرشاد، ثم قامت بتهديد الناس ودعوتهم للخروج من المسجد ولما لم يستجب الناس بدأت القوات بإغلاق أبواب الحضرة ثم دخلت مدججة بالسلاح إلى المسجد وقامت باطلاق النار على الناس وقمع الاعتصام. مما أدی إلی سقوط ألف معتصم تقريبا بين قتيل وجريح. ثم نقلت الشاحنات الجثث. فدفنوها في مقابر جماعية في خندق خارج المدينة عرف فيما بعد باسم قتلكاه، أي محل القتل. 
و في صباح اليوم التالي شنت القوات الحكومية حملة على العلماء. فاعتقل بعضهم واختفى آخرون، وكان من بينهم الشيخ محمد تقي بهلول، وقد اعتقل بسبب خطاباته علی المنبر حيث كان يحرض الجماهير على التظاهرات ضد الطاغية. كما اعتقل الشيخ هاشم القزويني بسبب مواقفه من الأحداث، لكن الشيخ حسين وحيد الخراساني تمكن من مغادرة مدينة مشهد متخفيا بين الجبال.